# Єрмакова Оксана Іванівна
Оксана Іванівна Єрмакова (рос. Оксана Ивановна Ермакова, нар. 16 квітня 1973, Таллінн, Естонія) — російська, колишня естонська, фехтувальниця на шпагах, дворазова олімпійська чемпіонка (2000 та 2004 роки), дворазова чемпіонка світу, дворазова чемпіонка Європи.

## Виступи на Олімпіадах
| Олімпіада    | Дисципліна          | Місце |
| ------------ | ------------------- | ----- |
| Атланта 1996 | індивідуальна шпага | 15    |
| Атланта 1996 | командна шпага      | 5     |
| Сідней 2000  | командна шпага      | 1     |
| Афіни 2004   | індивідуальна шпага | 20    |
| Афіни 2004   | командна шпага      | 1     |